# 8684公交
8684公交又稱8684公交查詢、8684公交網或8684，是中華人民共和國一個公交查詢網站，用戶可以在該網站或應用程序上查詢中國大陸各大城市的公交路線和軌道交通線路。該網站成立於2005年，最初是由民間愛好者開辦的非盈利性質網站。後8684由广州天趣网络科技有限公司負責運營。

## 外部連結
- 官方网站